# 过剩数

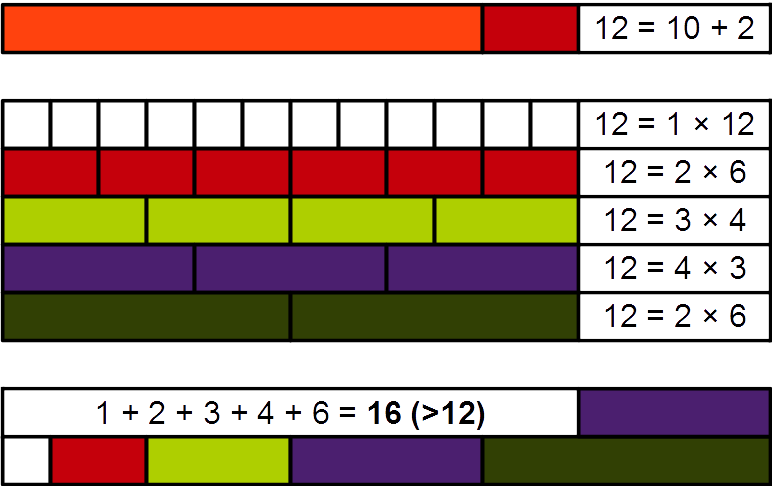
以古氏积木展示12是一個過剩數：真因數之和超過自身

在數論中，過剩數又称作丰数或盈数，一般指的是真因數之和大於自身的一类正整数，严格意义上指的是因数和函数大於两倍自身的一类正整数。

## 定義

### 一般定义
一般而言，過剩數是指使得函数 {\displaystyle s(n)>n} 的正整数 {\displaystyle n}，其中 {\displaystyle s(n)} 指的是 {\displaystyle n} 的真因數之和；{\displaystyle s(n)-n} 称作 {\displaystyle n} 的盈度或豐度。
例如，12除本身外的所有正因數为1、 2、 3、 4和6，由于 {\displaystyle {{{{{1}+{2}}+{3}}+{4}}+{6}}=16}，且 {\displaystyle 16>12}，因此12為過剩數，且12的豐度為 {\displaystyle {{16}-{12}}=4}。

### 严格定义
更为严格地说，過剩數是指使得函数 {\displaystyle \sigma _{1}(n)>2n} 的正整数 {\displaystyle n}，其中 {\displaystyle \sigma _{1}(n)} 指的是 {\displaystyle n} 的所有正因数（包括 {\displaystyle n}）之和；{\displaystyle \sigma _{1}(n)-2n} 称作 {\displaystyle n} 的盈度或豐度。
在这种定义下，12的正因數有1、 2、 3、 4、 6和12，由于 {\displaystyle {{{{{{1}+{2}}+{3}}+{4}}+{6}}+{12}}=28}，且 {\displaystyle 28>12\times 2}，因此12為過剩數，且12的豐度為 {\displaystyle {{28}-{{12}\times {2}}}=4}。

## 性質
- 最小的偶過剩數构成数列（OEIS數列A005101）：

12、 18、 20、 24、 30、 36、 40、 42、 48、 54、 56、 60、 66、 70、 72、 78、 80、 84、 88、 90、 96、 100、 102 ……
- 最小的奇過剩數构成数列（OEIS數列A005231）：

945、 1575、 2205、 2835、 3465、 4095、 4725、 5355、 5775、 5985、 6435、 6615、 6825、 7245、 7425、 7875 ……
- 不能被2和3整除的最小過剩數是 5391411025，其質因數有 5、 7、 11、 13、 17、 19、 23 和 29（OEIS數列A047802）。
- 亞努奇（Iannucci）在2005年給出了一個尋找不能被前{\displaystyle k}個質數整除的最小過剩數的演算法[1]：若 {\displaystyle A(k)} 表示不能被前 {\displaystyle k} 個質數整除的最小過剩數，則當 {\displaystyle k} 足夠大時，對所有的 {\displaystyle \epsilon >0}，有

{\displaystyle (1-\epsilon )(k\ln k)^{2-\epsilon }<\ln A(k)<(1+\epsilon )(k\ln k)^{2+\epsilon }}
- 除了完全數本身，完全數的倍數都是過剩數[3]。例如，每個大於6之6的倍數都是過剩數，因為 {\displaystyle 1+{\tfrac {n}{2}}+{\tfrac {n}{3}}+{\tfrac {n}{6}}=n+1}。
- 過剩數的倍數都是過剩數[3]。例如，20是過剩數，20及其倍數也都是過剩數，因為 {\displaystyle {\tfrac {n}{2}}+{\tfrac {n}{4}}+{\tfrac {n}{5}}+{\tfrac {n}{10}}+{\tfrac {n}{20}}=n+{\tfrac {n}{10}}}。
- 由於完全數的倍數都是過剩數，過剩數的倍數也都是過剩數[3]，因此奇數和偶數的過剩數都有無限多個。

在的分布情況（對數尺度）。其中為不超過的過剩數個數。

- 過剩數的集合具有非零的自然密度[4]，1998年 Marc Deléglise 证明了過剩數在自然数中的自然密度介于 0.2474 与 0.2480 之间[5]。
- 若一個過剩數不是完全數或其他過剩數的倍數，則這個數稱為本原過剩數[6][7]。
- 若一個過剩數的豐度超過所有小於該數的過剩數的豐度，則這個過剩數稱為高過剩數。
- 若一個過剩數的相對豐度 {\displaystyle {\frac {s\left(n\right)}{n}}} 超過所有小於該數的過剩數的豐度，則這個過剩數稱為超過剩數。
- 每個大於 20161 的整數都可以寫成兩個過剩數之和[8]。
- 不是半完全數的過剩數稱為奇異數[9][2]:144。
- 豐度為1的過剩數稱為准完全数，然而目前尚未找到准完全数[10]。

## 相關概念

低於100的過剩數、本原過剩數、高過剩數、超過剩數、可羅薩里過剩數、高合成数、Q12355440、奇異數和完全数與亏数和合数關係的欧拉图

- 与過剩數相关的概念是完全数（真因數和等於本身，即 {\displaystyle s(n)=n} 或 {\displaystyle \sigma _{1}(n)=2n}）和亏数（真因數和小於本身，即 {\displaystyle s(n)<n} 或 {\displaystyle \sigma _{1}(n)<2n}）。最早将自然数分为过剩数、完美数和亏数的是 Nicomachus 于公元前100年所著的 Introductio Arithmetica。
- {\displaystyle n} 的豐度指數（過過剩指數）是指因數和與自身的比，即 {\displaystyle {\frac {\sigma _{1}\left(n\right)}{n}}}[11]；若一组相異的數 {\displaystyle n_{1},n_{2},...}（無論是否為過剩數）擁有相同的豐度指數，則這些數互為友誼數。
- 记 {\displaystyle k} 变化时，滿足 {\displaystyle \sigma _{1}\left(n\right)>kn} 的最小自然数 {\displaystyle n} 构成数列 {\displaystyle a_{k}}（OEIS數列A134716），则 {\displaystyle a_{2}=12}，为第一個過剩數[12]。{\displaystyle a_{k}} 是一个增長速度很快的数列。
- 豐度指數超過3的最小奇數為 {\displaystyle 1018976683725=} {\displaystyle }{\displaystyle 3^{3}\times 5^{2}\times 7^{2}\times 11\times 13\times 17\times 19\times 23\times 29}[13]。